# Wapen van Zuid-Holland

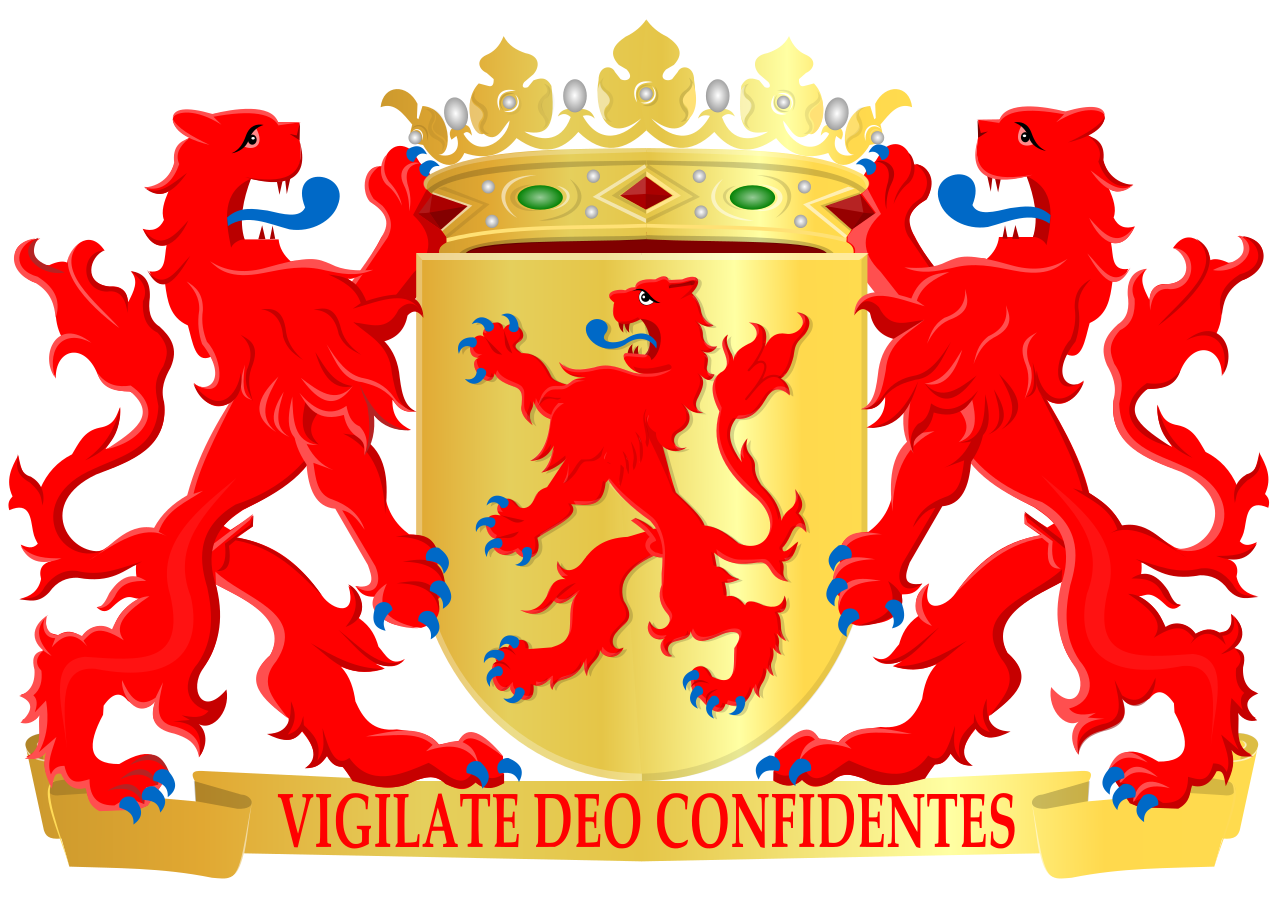
Wapen van Zuid-Holland

Oude wapen

Koningin Juliana verleende het oude wapen van Holland, samen met de wapenspreuk, bij Koninklijk Besluit op 30 december 1959 aan de provincie Zuid-Holland.
Dit wapen is een aangepaste versie van een wapen dat sinds ca. 1198 in gebruik is voor het gebied van de huidige provincies Noord- en Zuid-Holland. Begonnen als wapen van de Gerulfingen, de eerste graven van het graafschap Holland, is het overgenomen door alle later bestuurders van Holland. Sinds 1907 heeft de in 1840 ontstane provincie Noord-Holland een eigen wapen, maar ook hier heeft het Hollandse wapen de belangrijkste positie.
Het wapen van Holland komt ook terug in de wapens van Overijssel, Utrecht, Zeeland, Henegouwen en verschillende gemeenten.
Het Hollandse wapen was in de periode 1584-1650 de basis voor het wapen van de Republiek van de Vereenigde Nederlanden.

## Heraldische beschrijving
"In goud een leeuw van keel, getongd en genageld van azuur. Het schild gedekt met een gouden kroon van vijf bladeren en vier paarlen en ter wederzijde gehouden door een leeuw van keel, getongd en genageld van azuur. Wapenspreuk: 'Vigilate Deo Confidentes' (Waakt, vertrouwend op God) in latijnse letters van keel op een lint van goud."

## Afbeeldingen

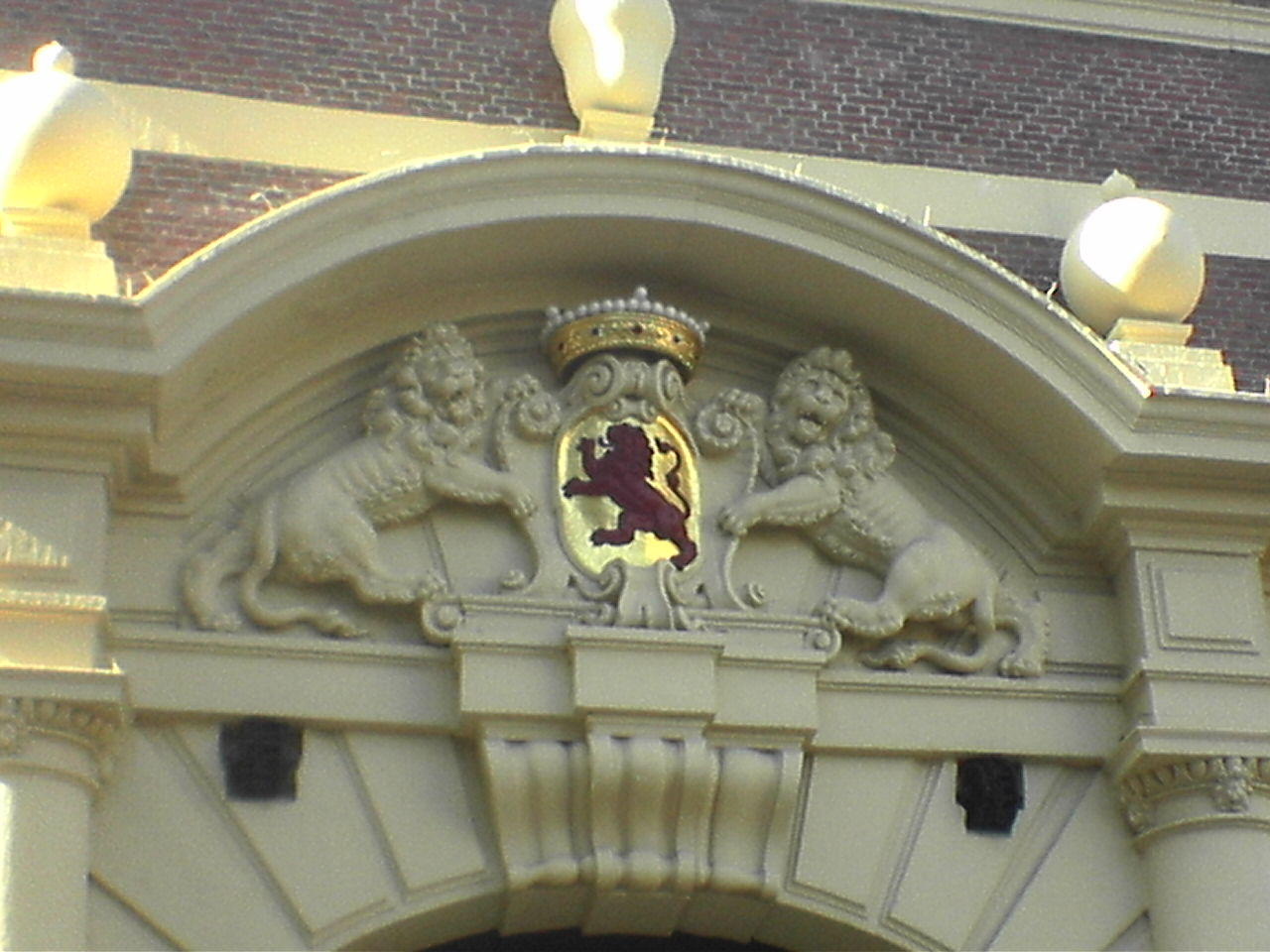
Het wapen van Holland boven de Maurits- of Grenadierspoort, een van de toegangspoorten tot het Binnenhof
Wapen van de graven van Holland
Ruiterzegel van Jan I van Holland
Wapen 1820, voor de scheiding